# أبيا دي لا أوبيسباليا
بلدية أبيا دي لا أوبيسباليا (بالإسبانية: Abia de la Obispalía)‏، هي إحدى بلديات مقاطعة قونكة إحدى مقاطعات إسبانيا، والتي تقع في منطقة قشتالة لا منتشا وسط البلاد، والمائلة لجهة الشرق من إسبانيا.
يبلغ عدد سكانها 78 نسمة وفقاً لإحصائية سنة (2007).